# Rumex amurensis
Rumex amurensis är en slideväxtart som beskrevs av Friedrich Schmidt. Rumex amurensis ingår i släktet skräppor, och familjen slideväxter. Inga underarter finns listade i Catalogue of Life.